# Viktor Pečovský
Viktor Pečovský (* 24. Mai 1983 in Brezno) ist ein slowakischer Fußballspieler. Der Mittelfeldspieler steht seit Juni 2011 beim MŠK Žilina unter Vertrag.

## Vereinskarriere
Pečovský spielte in seiner Jugend für Tatran Čierny Balog und FK Dukla Banská Bystrica. Den ersten Profivertrag bekam er auch beim Dukla, wo er elf Jahre gespielt hat und 2005 den Slowakischen Fußballpokal mit der Mannschaft gewann. Im Juni 2011 wechselte Pečovský zum MŠK Žilina, wo er einen Drei-Jahres-Vertrag bekam.

## Nationalmannschaft
Pečovský spielte mit der slowakischen U-19, die 2002 Bronze bei der Europameisterschaft in Norwegen geholt hat. Mit der slowakischen U-20-Nationalmannschaft spielte er bei der Weltmeisterschaft 2003 in den Vereinigten Arabischen Emiraten.
Am 15. August 2012 gab er gegen Dänemark sein Debüt in der ersten Mannschaft.
Bei der Fußball-Europameisterschaft 2016 in Frankreich wurde er in das Aufgebot der Slowakei aufgenommen und rückte beim zweiten Spiel gegen Russland in die Startmannschaft auf. Auch im letzten Gruppenspiel gegen England stand er in der ersten Elf. Mit 4 Punkten aus den beiden Spielen sicherte sich das Team den Achtelfinaleinzug, gegen Deutschland blieb er aber auf der Bank. Die Slowakei verlor und schied aus.

## Erfolge
- 3. Platz bei U-19-Fußball-Europameisterschaft 2002 mit Slowakei
- Slowakischer Pokalsieger: 2004/05